# Alex Pettyfer
Alexander Richard »Alex« Pettyfer (rojen 10. Aprila 1990) angleški filmski igralec in model. Preden je zaslovel v filmu Operacija strela v vlogi Alexa Riderja, glavnega igralca filmske različice iz leta 2006, je nastopal v šolskih predstavah in na televiziji. Pettyfer je bil nominiran za Young Artist Award in Empire Award. Pojavil se je tudi v več reklamnih kampanjah za modno znamko Burberry. Naslednji dve vlogi v letu 2011 sta bili v filmih I Am Number Four, v znanstveno-fantastični akcijski drami, in v filmu Beastly, v novejši različici pravljice Lepotica in zver. Pettyfer je nastopil tudi v filmu Magic Mike iz leta 2012 kot Adam, v letu 2013 pa pričakujemo izid novega filma The Butler, kjer igra Thomasa Westfalla.

## Zgodnje življenje
Alexander Richard Pettyfer se je rodil 10. aprila 1990 v Stevenageu, Hertfordshire, Anglija, Združeno kraljestvo, kot sin Richarda Pettyferja in Lee Robinson. Ima mlajšega polbrata Jamesa Irelanda, otroškega igralca tenisa, ki se je rodil njegovi mami in njenemu kasnejšemu partnerju, Michaelu Irelandu. Šolal se je na šoli The Mall School, kjer je začel z igranjem v šolskih predstavah, vključno z vlogo Willyja Wonke v šolski predstavi Čarli in tovarna čokolade. Kasneje se je odločil za šolanje na šoli Lambrook Haileybury v Berkshireu.

## Kariera
Alex Pettyfer je s kariero začel kot otroški fotomodel pri sedmih letih, ko je delal za založbe, kot je Gap in sicer po srečanju z Ralphom Laurenom v newyorški trgovini z igračami. Prvo reklamo je posnel pri šestih letih.
Leta 2005 je končal s kariero modela, ter se prvič pojavil na malih televizijskih ekranih Velike Britanije in sicer v televizijskem filmu Tom Brown's Schooldays z glavno vlogo, torej vlogo Toma Browna. Junija 2005 v javnost pride novica, da bo Alex Pettyfer dobil vlogo Alexa Riderja v filmu Alex Rider: Operacija Strela, posnetem po romanu Anthonyja Horowitza. Bil je eden izmed petstotih, ki so se prijavili na avdicijo. Sprejet je bil tudi za glavno vlogo v filmu Eragon, vendar bi se snemanja le-tega križala s snemanji Operacije Strela, zato je Pettyfer raje izbral vlogo Alexa Riderja. Kasneje je povedal, da je na odločitev vplivalo dvoje: njegov strah do letenja (Alex Ryder: Operacija Strela je bil sneman v Združenem kraljestvu, medtem ko so Eragona snemali na Češkem) in to, da mu je bila filmska ekipa filma Operacija Strela enostavno bolj simpatična. Film Alex Rider: Operacija Strela je v Veliki Britaniji izšel 21. julija 2006, v ZDA 6. oktobra 2006, v Avstraliji pa 21. septembra 2006. although another noted that he »isn't quite at ease as an actor«. Kasneje ni nastopal v drugem filmu Alexa Riderja, saj so producenti menili, da je za naslednji film prestar.
Naslednja vloga je bila vloga v filmu Divjakinja, kjer je igral Freddieja Kingsleyja zraven Emme Roberts.
Leta 2007 se Alex Pettyfer spet začne ukvarjati s kariero fotomodela. Njegova naslednja dela vključujejo kampanjo za Burberry v letih 2008 in 2009.
Trenutno ga lahko vidimo v komični grozljivki Tormented, ki je izšla 22. maja 2009 v Združenem kraljestvu.
Igral bo tudi v filmu Beastly, posnetem po romanu Alexa Flinna, ki v kinematografe pride leta 2010. Njegovi soigralci so Mary Kate Olsen, Vanessa Hudgens in Neil Patrick Harris. Snemanje se je končalo 13. avgusta 2009.

## Osebno življenje
Alex Pettyfer je bil vzgojen v Windsorju, Berkshire. Šolal se je na šolah Henley-on-Thames, Lambrook Haileybury, Millfield School, Shipklake College in Sylvia Young Theatre School. Njegova hobija sta hokej in smučanje.
Po snemanju filma Alex Rider: Operacija Strela tega ni želel deliti z nikomer v šoli, pa tudi z nobenim izmed igralcev ni ohranil stikov, eden izmed njegovih soigralcev, Ewan McGregor, mu pa je rekel, da je treba ločiti med osebnim in službenim življenjem. Ko se je odločil, da bo opustil šolanje, da bi se osredotočil na igralsko kariero, je povedal: »Ko imaš nekoč izkušnje z delom v resničnem svetu in se potem vrneš v šolo, ugotoviš da je to samo igrišče, na katerem ne želiš biti več.«
Ima sedem tatujev.

## Filmografija
| Leto | Naslov                       | Vloga                               |
| ---- | ---------------------------- | ----------------------------------- |
| 2005 | Tom Brown's Schooldays       | Tom Brown                           |
| 2006 | Alex Rider: Operacija Strela | Alex Rider                          |
| 2008 | Divjakinja                   | Freddie Kingsley                    |
| 2009 | Tormented                    | Bradley                             |
| 2011 | I Am Number Four             | John Smith/Number Four/Daniel Jones |
| 2011 | Beastly                      | Kyle                                |
| 2011 | In Time                      | Fortis                              |
| 2012 | Magic Mike                   | Adam                                |
| 2013 | The Butler                   | Thomas Westphall                    |
| 2014 | Endless Love                 | David                               |

## Fotomodel
- 2008: Burberry - Spring/Summer
- 2008: Burberry - The Beat For Men eau du cologne
- 2009: Burberry - Spring/Summer